# Бессонов, Анатолий Алексеевич
Анатолий Алексеевич Бессо́нов (1892—1983) — российский и советский учёный, специалист в области двигателей внутреннего сгорания в авиации.

## Биография
Родился в 1892 году.
В 1915 году окончил Петроградский политехнический институт. Уже будучи дипломированным инженером, Анатолий Бессонов окончил и теоретические авиационные курсы при родном институте. С 1922 года Анатолий Бессонов работал на авиамоторном заводе «Икар», позднее переименованном в Завод № 24 имени М. В. Фрунзе. На этом производстве он руководил созданием производства поршневых двигателей М-5, разработал двигатель М-15, М-26 и ряд других опытных моделей.
Анатолий Бессонов в 1930-х годах подвергся сталинским политическим репрессиям: он был арестован, находился в заключении, работал в Особом конструкторском бюро ОГПУ, в котором разрабатывались поршневые двигатели и дизели марки ФЭД.
С 1935 по 1950 год Анатолий Бессонов занимал пост главного конструктора Центрального института авиационного моторостроения. Здесь под его руководством были разработаны ММ-1, оригинальный 36-цилиндровый двигатель М-300, ставший самым мощным двигателем того времени
Награждён орденом Красной Звезды и другими медалями.
Умер в июле 1983 года. Похоронен в колумбарии Ваганьковского кладбища.